# Commission économique pour l'Amérique latine et les Caraïbes
La Commission économique pour l'Amérique latine et les Caraïbes (CEPALC ; en espagnol : Comisión Económica para América Latina y el Caribe, CEPAL ; en anglais : United Nations Economic Commission for Latin America and the Caribbean, UNECLAC) est une commission régionale de l'Organisation des Nations unies (ONU) fondée en 1948 par résolution du Conseil économique et social (alors nommée CEPAL, elle est rebaptisée CEPALC en 1985). La CEPALC publie des statistiques économiques de référence sur l'Amérique latine.
Son siège se trouve à Santiago du Chili, au Chili. Deux sièges sous-régionaux se trouvent à Mexico pour l'Amérique centrale et à Port-d'Espagne pour les Caraïbes. Des bureaux nationaux sont présents à Buenos Aires, Brasilia, Montevideo et Bogota, avec un bureau de liaison à Washington DC.
La CEPALC est à l'origine des stratégies de développement d'industrialisation par substitution aux importations (ISI) dans les pays d'Amérique latine au cours des années 1960. Prônant un protectionnisme sélectif sur les importations du reste du monde, elle a favorisé l'industrialisation de ces pays (le Brésil voit sa part de l'industrie dans le PIB passer de 10 % en 1949 à 40 % en 1975, bien que ce pays ait entamé le processus d'ISI avant la création de la CEPALC) notamment par l'intégration régionale (Communauté andine des Nations en 1969), pour compenser les effets de réduction de la taille des marchés dus au protectionnisme. Pourtant, du fait de la place trop importante donnée à l'industrie dans ces modèles de développement, ceux-ci se solderont généralement par des échecs, les unités de production étant surdimensionnées par rapport aux pays. Ces stratégies ont été développées à la suite des hypothèses développementales de Raúl Prebisch, ainsi que Celso Furtado et Suzan George. Ces derniers promouvaient un nouvel ordre international avec de meilleures distributions des ressources (grâce à la nationalisation) dans le but de diminuer la dette extérieure de ces pays en développement.

## États membres

### Membres
- Allemagne
- Antigua-et-Barbuda
- Argentine
- Bahamas
- Barbade
- Belize
- Bolivie
- Brésil
- Canada
- Chili
- Colombie
- Corée du Sud
- Costa Rica
- Cuba
- Dominique
- République dominicaine
- Équateur
- Espagne
- États-Unis
- France
- Grenade
- Guatemala
- Guyana
- Haïti
- Honduras
- Italie
- Jamaïque
- Japon
- Mexique
- Nicaragua
- Norvège
- Panama
- Paraguay
- Pays-Bas
- Pérou
- Portugal
- Royaume-Uni
- Saint-Christophe-et-Niévès
- Sainte-Lucie
- Saint-Vincent-et-les-Grenadines
- Salvador
- Suriname
- Trinité-et-Tobago
- Turquie
- Uruguay
- Venezuela

### Associés
- Anguilla
- Aruba
- Bermudes
- Îles Caïmans
- Curaçao
- Guadeloupe
- Guyane
- Martinique
- Montserrat
- Porto Rico
- Saint-Martin
- Îles Turques-et-Caïques
- Îles Vierges britanniques
- Îles Vierges des États-Unis

## Historique

### Doctrines historiques[2]
La doctrine initiale de la CEPALC se fonde sur la thèse de Prebisch-Singer qui suggère que le commerce international se structure autour d’un échange dissymétrique entre un centre et des périphéries. Les périphéries sont les pays spécialisés dans la production de matières premières et de produits agricoles, alors que le centre produit des biens manufacturés, à grande valeur ajoutée. À long terme, Singer a constaté que la valeur de ces derniers augmente par rapport à celle des matières premières, ce qui oblige les périphéries à exporter davantage pour maintenir le même niveau d’importation, cela les amenant à une baisse du pouvoir d’achat national.
Pour équilibrer cette situation défavorable pour l’Amérique latine, Prebisch et la CEPALC proposent dans les années 1950 des politiques planifiées d’industrialisation par substitution aux importations. Ces politiques permettent aux pays d’Amérique latine de retrouver une croissance dynamique, mais commencent à s’essouffler dans les années 1960. Les nouvelles industries manquent de compétitivité pour s’aventurer sur le marché international, et les dettes publiques et déficits commerciaux grimpent rapidement. 
En réponse à ce nombre croissant de dysfonctionnements, certains économistes de la CEPALC développent la théorie de la dépendance, qui suggère que les relations déséquilibrées entre les pays déjà industrialisés et les pays moins développés maintiennent ces derniers dans un état de dépendance économique qui bloque leur développement. Cette pensée radicale, et plus généralement les politiques protectionnistes de la CEPALC se heurtent à partir des années 1970 à l’arrivée du néolibéralisme, et l'institution perd peu à peu son aura historique.
En 1990, les économistes Gert Rosenthal et Fernando Fajnzybler annoncent une nouvelle ère dans la pensée de la CEPALC. Celle-ci adhère désormais à une vision plus libérale de l'économie, et critique le protectionnisme radical qui a été sa marque de fabrique historique.

### Autres

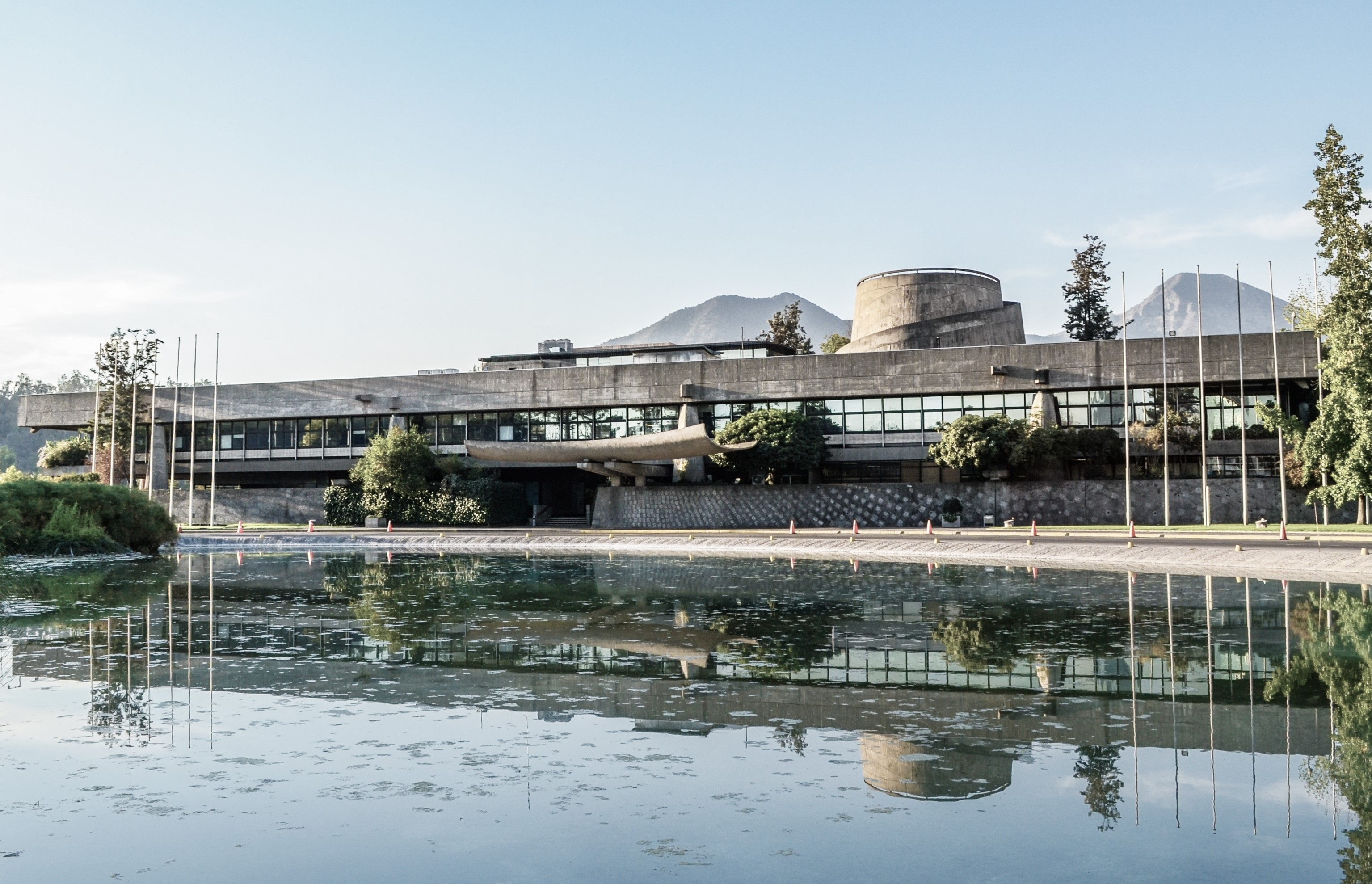
Siège de la CEPALC à Santiago du Chili.

Le 31 août 2012, la Martinique et la Guadeloupe sont admises en tant qu'états associés de la CEPALC lors de la 34e session de la CEPALC à El Salvador. Cette adhésion a été permise grâce à l'avis favorable émis par Laurent Fabius, le ministre des affaires étrangères de la république française quelques semaines plus tôt.

## Publications
Annuellement elle publie l'Annuaire statistique de l'Amérique Latine et des Caraïbes , en anglais et en espagnol, contenant les principaux indicateurs macroéconomiques de la région.
Les autres publications de référence sont (liens en anglais et en espagnol):
- Bilan préliminaire de l'Amérique Latine et des Caraïbes
- Étude économique de l'Amérique Latine et des Caraïbes
- Investissements étrangers en Amérique Latine et les Caraïbes
- Panorama social de l'Amérique Latine
- Panorama de l'insertion internationale de l'Amérique latine et les Caraïbes

La CEPAL publie également des études de conjoncture économique, des rapports et des revues scientifiques.
Liste des revues et cahiers : 
- Revue de la CEPAL (en anglais et en espagnol)
- Revue Notes de la population
- Observatoire démographique
- Bulletin de la Fédération du Commerce et du Transport en Amérique Latine (en anglais et en espagnol)
- Notes de la CEPAL (en anglais, portugais et espagnol)
- Bulletin CEPAL/OIT
- Cahiers de la CEPAL
- Cahiers statistiques de la CEPAL

La plupart des ouvrages d'économie publiés par la CEPAL (en espagnol, portugais ou anglais) sont mis à disposition dans un catalogue contenant des dizaines de références scientifiques .